# Валивју (Алберта)
Валивју (енгл. Valleyview) је малена варошица у северозападном делу канадске провинције Алберта, и припада статистичкој регији Северна Алберта. Налази се 111 km источно од града Гранд Прери и 345 km северније од административног центра провинције Едмонтона.
Налази се на раскрсници локалних путева 43 и 49 између реке Литл Смоки и језера Старџен. 
Насеље је основано 1916. године као Ред Вилоу. Насеље је доживело значајнији напредак открићем нафте у тој области током педесетих година прошлог века. Поред експлоатације нафте, привредну основу варошице чине још и пољопривреда, вађење шљунка и песка и туризам. 
Према подацима пописа становништва из 2011. у варошици је живео 1.761 становник што је за 2,1% више у односу на стање из 2006. када је регистровано 1.725 житеља тог места.

## Становништво
| 2011. |
| ----- |
| 1.761 |